# Villagómez la Nueva
Villagómez la Nueva é um município da Espanha na província de Valladolid, comunidade autónoma de Castela e Leão, de área 12,53 km² com população de 87 habitantes (2004) e densidade populacional de 6,94 hab/km².

## Demografia
| Variação demográfica do município entre 1991 e 2004 | Variação demográfica do município entre 1991 e 2004 | Variação demográfica do município entre 1991 e 2004 | Variação demográfica do município entre 1991 e 2004 |
| --------------------------------------------------- | --------------------------------------------------- | --------------------------------------------------- | --------------------------------------------------- |
| 1991                                                | 1996                                                | 2001                                                | 2004                                                |
| 115                                                 | 109                                                 | 86                                                  | 87                                                  |